# Peter Fröjdfeldt
Peter Fröjdfeldt (Eskilstuna, 14 novembre 1963) è un ex arbitro di calcio svedese.

## Carriera
Divenuto direttore di gara internazionale nel 2001, viene proiettato sui palcoscenici europei più importanti anche grazie all'improvviso ritiro dall'attività sui campi del ben più celebre connazionale Anders Frisk, che dà le dimissioni nel marzo del 2005 dopo le critiche alla sua prestazione durante l'ottavo di finale di Coppa dei Campioni tra Barcellona e Chelsea. Nello stesso anno, viene infatti promosso nella categoria Elite degli arbitri UEFA, occupando proprio il posto del collega.
Le buone esibizioni offerte sui campi gli consentono, in rapida successione, prima di essere designato per Inghilterra-Croazia delle qualificazioni per il Campionato europeo di calcio 2008, vinto a sorpres dai croati per 3-2; poi arriva la selezione per la fase finale della rassegna continentale 2008 in Austria e Svizzera, e nel maggio di quell'anno gli viene affidata la finale della Coppa UEFA 2007-2008 a Manchester tra Zenit San Pietroburgo e Rangers Glasgow.
Nel giugno 2008, in occasione della fase finale degli Europei di calcio, dirige Paesi Bassi-Italia e Turchia-Repubblica Ceca. Successivamente gli viene anche affidato il primo dei quarti di finale, Portogallo-Germania, per poi chiudere la sua esperienza al torneo con l'incarico di quarto uomo nella finale del 29 giugno a Vienna.
Di professione manager per un'azienda di servizi, ha tra gli hobby principali il golf.
Nel dicembre 2008 ha terminato la propria carriera internazionale per raggiunti limiti d'età, in occasione della partita di Champions League tra Chelsea e CFR Cluj.
Attualmente è osservatore degli arbitri UEFA.

## Fonti
- Sito della UEFA, su UEFA.com.
- Sito della FIFA, su FIFA.com.